# 戸田中央看護専門学校
戸田中央看護専門学校（とだちゅうおうかんごせんもんがっこう）は、埼玉県戸田市の専修学校（専門学校）。戸田中央総合病院グループ。

## 概要
2015年2月に新校舎が完成し、2016年にも新棟が竣工する。

## 沿革
- 1977年（昭和52年）
  - 4月 - 医療法人社団米寿会付属中央高等看護学校定時制課程（修業期間2年）で発足。
  - 9月7日 - 専修学校（看護専門課程）としての認可を受ける。
- 1978年（昭和53年）
  - 3月 - 日本国有鉄道より指定学校として指定される
  - 4月 - 医療法人社団米寿会付属中央看護専門学校に改称。校歌を制定する。
- 1982年（昭和57年）4月 - 全日制課程（修業期間2年、以下2年課程と称す）を設置し、定時制課程の募集を停止。医療法人東光会戸田中央看護専門学校に改称
- 1984年（昭和59年）3月 - 定時制課程を閉鎖。
- 1995年（平成7年）4月 - 修業期間3年の課程（以下3年課程と称す）を併設。
- 2014年（平成26年）
  - 3月 - 2年課程を閉鎖。
  - 4月 -3年課程の名称を看護学科に改称。
- 2015年（平成27年）2月 - 新校舎（Ａ館）が竣工。
- 2016年（平成28年）6月 - 新校舎（Ｂ館）が竣工。

## 設置学科
- 専門課程
  - 看護学科

## アクセス
- 埼京線戸田公園駅東口より徒歩7分